# Марайа (остров, Тасмания)
Мара́йа (англ. Maria Island — «остров Мария») — остров у восточного побережья острова Тасмания (Австралия), входит в состав штата Тасмания. Площадь — 101 км². Остров вместе с частью своих прибрежных вод образует национальный парк Марайа-Айленд. Постоянного населения на острове нет — только работники национального парка и туристы. На севере расположен небольшой исторический посёлок Дарлингтон (Darlington), возникший в 1820-х годах, когда остров использовался в качестве колонии для заключённых.
Как и ранние британские поселенцы, жители Тасмании произносят название острова /məˈraɪ.ə/ (ma-rye-uh), хотя изначально произношение этого названия было /məˈriː.ə/ (ma-ree-uh). На русском языке на картах Роскартографии используется написание «Марайа».

## История

### XVIII век и ранее
С давних времён на территории острова проживали тасманийские аборигены, которые называли себя Tyreddeme и принадлежали к племени Ойстер-Бей (англ. Oyster Bay Tribe).

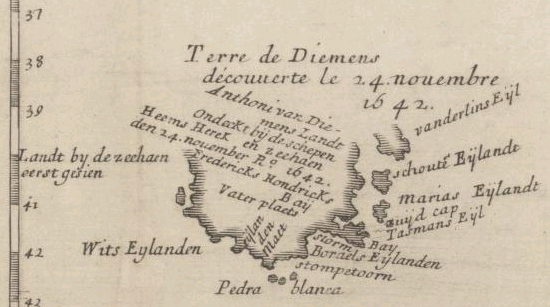
Карта Земли Ван-Димена (1644), на которой обозначен остров Марайа

Первой европейской экспедицией, достигшей острова, была экспедиция голландского мореплавателя Абеля Тасмана, который проплывал мимо острова в 1642 году — тогда же, когда им была открыта Земля Ван-Димена (впоследствии переименованная в Тасманию). Он же и назвал остров Maria (нидерл. Marias Eylandt), в честь Марии ван Димен (урождённой Марии ван Элст, нидерл. Maria van Aelst), жены Антони ван Димена, генерал-губернатора голландских колоний в Ост-Индии.
После этого многие мореплаватели проплывали мимо острова, включая экспедиции Марка Жозефа Мариона-Дюфрена (фр. Marc-Joseph Marion du Fresne, 1771), Тобиаса Фюрно (фр. Tobias Furneaux, 1773) и Джона Генри Кокса (англ. John Henry Cox}, 1789).
В 1789 году члены экспедиции Джона Генри Кокса — сам Кокс, лейтенант Джордж Мортимер (англ. George Mortimer), а также второй помощник капитана — высаживались с корабля Mercury на западный берег острова в районе бухты, которую они назвали Ойстер (Oyster Bay). Согласно отчёту экспедиции, у них были контакты с аборигенами, которые характеризовались как дружеские.

### XIX век
В 1802 году у острова побывала экспедиция французского мореплавателя Николя-Тома Бодена (фр. Nicholas Baudin). Боден отправил отряд, которому было поручено исследовать береговую линию острова. В составе этого отряда был географ Шарль-Пьер Буланже (фр. Charles-Pierre Boullanger), который дал названия многим географическим объектам. 20 февраля 1802 года Буланже, зоолог Франсуа Перон (фр. François Péron) и помощник рулевого Жан-Мари Морар (фр. Jean-Marie Maurouard) высадились на берег в районе Пойнт-Лесур, у северной оконечности бухты Ойстер, где у них были контакты с аборигенами. В ту же самую ночь от дизентерии скончался Рене Може (фр. René Maugé), хирург и зоолог экспедиции. Он был похоронен на острове на следующий день.
В 1816 году у острова также побывала экспедиция Джеймса Келли (англ. James Kelly), которая в 1815—1816 годах совершала плавание вокруг Земли Ван-Димена.
С 1805 года на острове стали появляться охотники на тюленей, а позже, начиная с 1820-х годов, и китобои. В 1833 году в районе Дарлингтона была открыта китобойная станция, а в 1836 году — аналогичная станция на острове Иль-дю-Нор.
В процессе заселения Земли Ван-Димена европейцами численность тасманийских аборигенов начала резко сокращаться — частично из-за болезней, занесённых европейцами, а частично из-за вооружённых столкновений с поселенцами, которые получили название «чёрной войны». В начале 1830-х годов было принято решение о выселении оставшихся в живых коренных жителей на один из близлежащих островов, причём в качестве одного из вариантов рассматривался остров Марайа — сторонники этого предложения полагали, что это предоставит больше возможностей для привлечения их к цивилизованному (в европейском смысле) образу жизни. Противники считали, что остров Марайа находится слишком близко к Земле Ван-Димена, и тасманийцам не составит особого труда сбежать назад. В результате в сентябре 1831 года было решено выселить коренных жителей на более отдалённый остров Флиндерс, что в конечном счёте привело к их исчезновению.

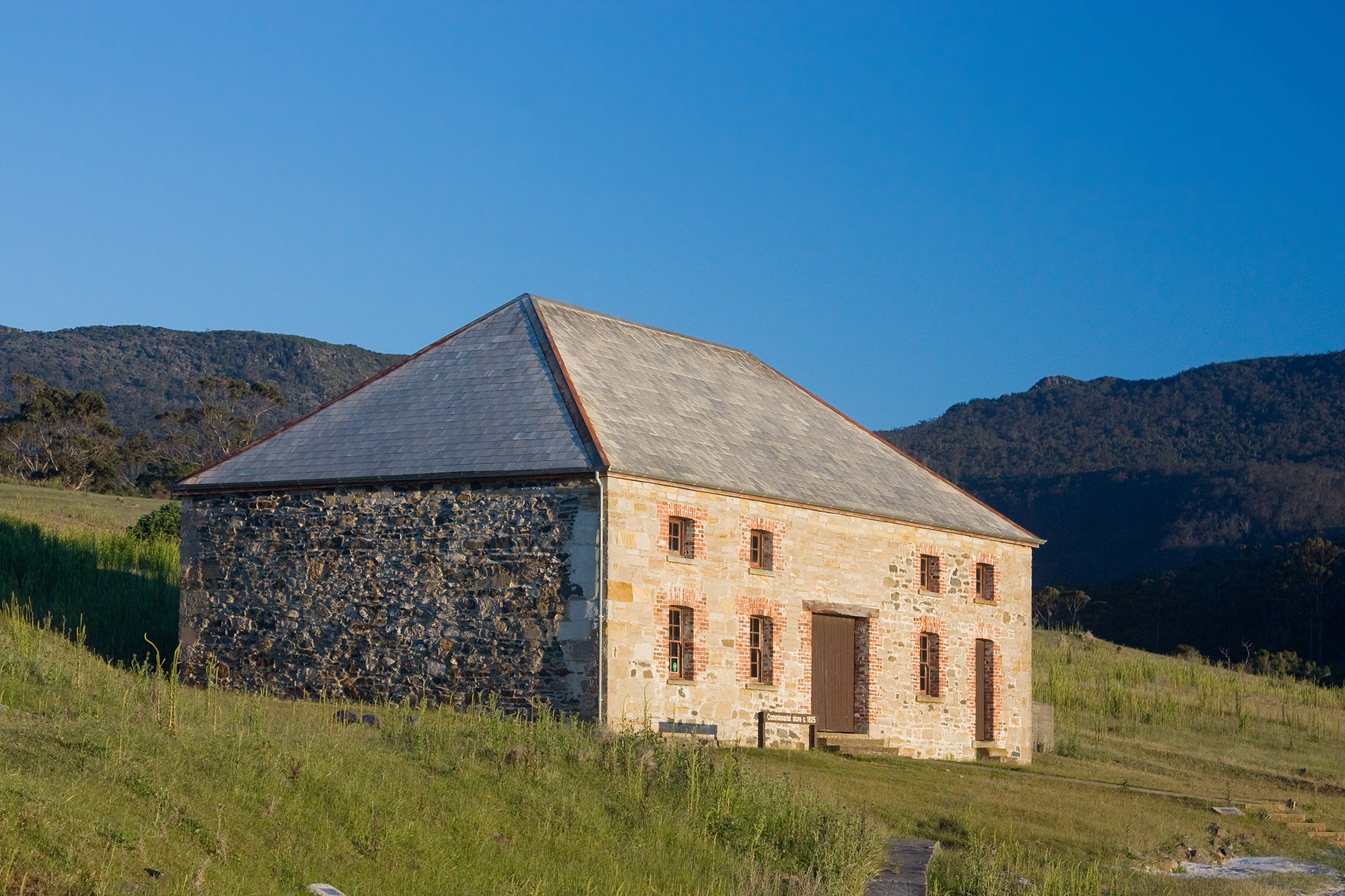
Здание интендантства в Дарлингтоне

В 1825—1832 годах остров Марайа использовался в качестве колонии (англ. penal station) для отбывающих наказание заключённых. Главное поселение находилось на севере острова в Дарлингтоне. Самое старое здание, сохранившееся с тех времён, — это здание интендантства (Commissariat Store), построенное в 1825 году. Заключённые, сосланные на остров Марайа, работали на валке леса, в кожевенном производстве, а также производили одежду и обувь. В 1832 году поселение было закрыто — в частности, в связи с проблемами с дисциплиной и частыми побегами. Большинство заключённых было переведено в другую, более крупную колонию в Порт-Артуре.
Поселение в Дарлингтоне оставалось заброшенным в течение десяти лет, а в 1842 году было открыто опять, в качестве испытательной станции (Darlington Probation Station). К концу 1844 года число заключённых выросло до 627 человек. В 1845 году было построено дополнительное поселение в Пойнт-Лесур (Point Lesueur). В этот период заключённые занимались главным образом сельскохозяйственными работами. Оба поселения были закрыты в 1850 году — в частности, из-за невозможности содержать слишком большое число заключённых.
После этого остров в течение некоторого времени использовался для овцеводства, а в 1884 году в районе Дарлингтона поселился итальянский предприниматель Диего Бернакки (полное имя Angelo Giulio Diego Bernacchi), который начал развивать шелководство и виноградарство. К 1886 году были посажены тысячи виноградных лоз и тутовых деревьев, а в 1888 году вино с острова Марайа имело успех на юбилейной выставке в Мельбурне (Melbourne Centennial Exhibition). К 1888 году население Дарлингтона выросло до 250 человек, а сам городок был переименован в Сан-Диего. Были построены новые здания, включая Гранд-Отель (Grand Hotel), «кофейный дворец» (Coffee Palace) и группы домов, известные как «12 апостолов» (12 Apostles) и «Террасы Бернакки» (Bernacchi’s Terraces). В Сан-Диего были магазины, школа и почтовый офис, а также кузнец, сапожник, пекарь и мясник. Однако в результате финансового кризиса 1890-х годов производство свернулось, и Сан-Диего превратился в город-призрак (англ. ghost town), к которому постепенно вернулось его первоначальное название Дарлингтон.

### XX век и настоящее время

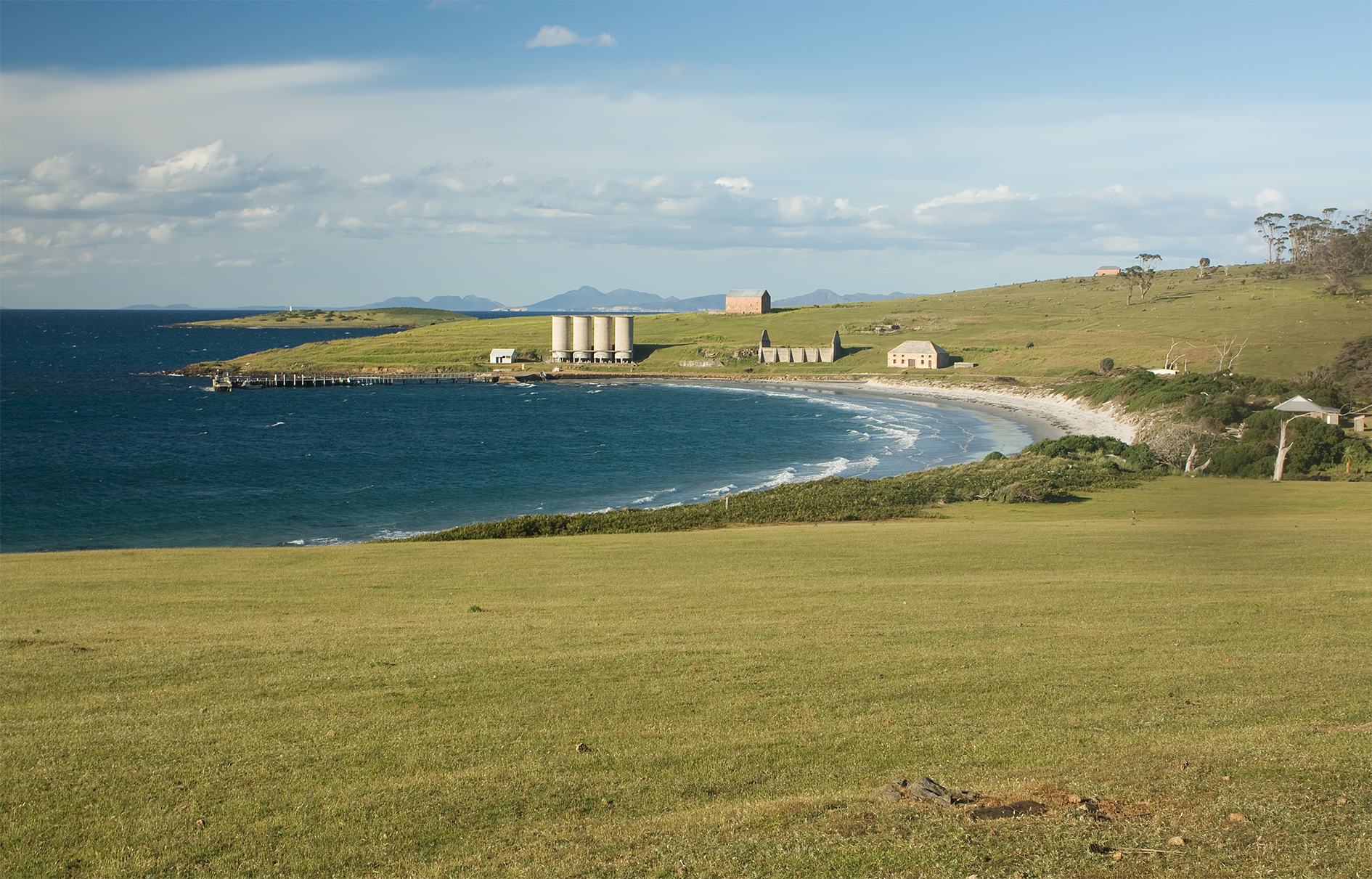
На берегу острова Марайа в районе Дарлингтона

В 1920-х годах цементная компания National Portland Cement Company пыталась организовать производство цемента на острове. К 1923 году в Дарлингтоне работало около 150 человек, к залежам известняка была построена железная дорога, а в 1924 году открылся цементный завод. Дарлингтон возродился, его население достигало 500 человек. Была построена новая школа, город снабжался электричеством и водой. Однако из-за Великой депрессии, начавшейся в 1929 году, производство цемента было прекращено, и к 1930 году остров опять опустел, хотя остались несколько семей, которые занимались разведением овец и крупного рогатого скота, а также рыбной ловлей.
В 1971 году остров был объявлен заповедником (sanctuary), а 6 июня 1972 года был образован одноимённый национальный парк. В 1991 году в состав парка, помимо самого острова, вошла километровая морская зона (Marine Reserve) у его северного побережья, включая остров Иль-дю-Нор. Основной задачей национального парка Марайа-Айленд является сохранение природного и исторического наследия острова и его прибрежных вод.
В 2007 году Дарлингтонская испытательная станция была включена в список объектов национального наследия Австралии (англ. Australian National Heritage List). В 2010 году вместе с другими каторжными поселениями Австралии Дарлингтонская испытательная станция была включена в список культурного наследия ЮНЕСКО.

## География

### Общая география

Расположение острова Марайа

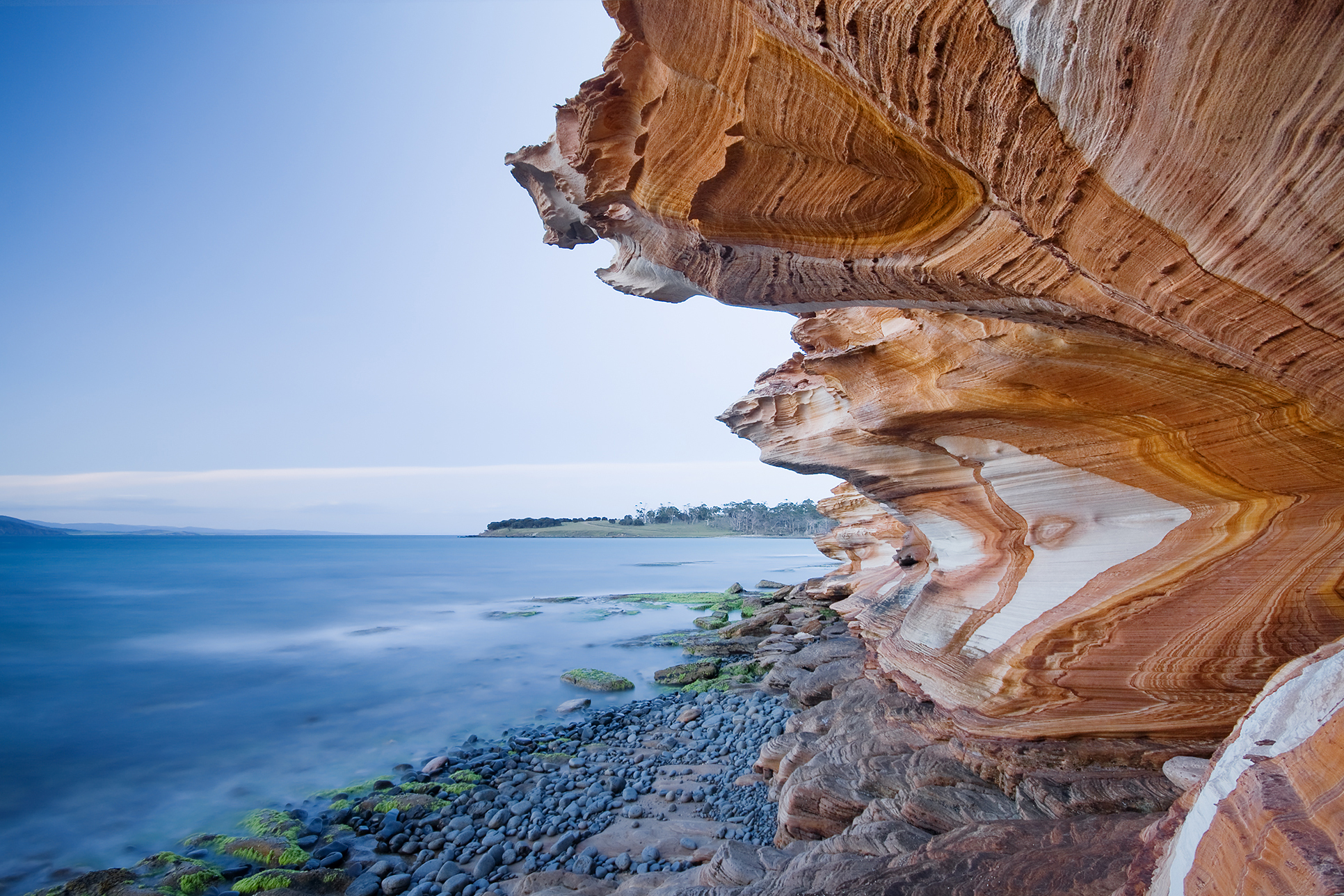
Разноцветные скалы (Painted Cliffs) на берегу острова Марайа

Остров Марайа отделён от восточного берега острова Тасмания проливом Меркьюри (англ. Mercury Passage), названным в честь корабля Mercury экспедиции Джона Генри Кокса. Наименьшая ширина пролива Меркьюри составляет 4 км.
По своей форме остров напоминает восьмёрку — с бо́льшей северной частью и ме́ньшей южной частью, которые соединены между собой перешейком Макрея (англ. McRaes Isthmus), минимальная ширина которого составляет всего 200 м. Бухты с востока и запада от перешейка называются Ридл (англ. Riedle Bay) и Ойстер (англ. Oyster Bay) соответственно. Длина острова (с севера на юг) — 22 км, а максимальная ширина — 13 км.
На северной части находится высшая точка острова — одноимённая гора Марайа (англ. Mount Maria) высотой 711 м (по другим данным, 710 м) над уровнем моря. В той же горной гряде, к северу от горы Марайа, находятся горы Мартинс-Тор (англ. Martins Tor) высотой 705 м и Педдер (англ. Mount Pedder) высотой 653 м. На самой северной оконечности горной гряды находится гора Бишоп-энд-Клерк (англ. Bishop and Clerk). Наивысшая точка южной части острова — холм Мидл-Хилл (англ. Middle Hill) высотой 324 м.
На острове есть пресная вода — в частности, с восточного склона горы Марайа к восточному берегу острова (к проливу Меркьюри) стекает ручей Фоур-Майл-Крик (англ. Four Mile Creek — «четырёхмильный ручей»).
Самая южная точка острова — мыс Перон (англ. Cape Peron), самая восточная — мыс Мистейкен (англ. Mistaken Cape), а самая северная точка — мыс Буланже (англ. Cape Boullanger), находящийся примерно в 1 км от Дарлингтона. Примерно в 600 м севернее мыса Буланже расположен небольшой остров Иль-дю-Нор (Ile du Nord, площадью 9,65 га). Иногда употребляют название «группа островов Марайа» (англ. Maria Island Group), в которую входят острова Марайа, Иль-дю-Нор и небольшой остров Лаклан (Lachlan Island, площадью 2,5 га), находящийся в проливе Меркьюри.
К северу от острова находится залив Грейт-Ойстер-Бей, ограниченный с востока полуостровом Фрейсине и островом Шутен (или Схаутен, англ. Schouten Island). Между островами Марайа и Шутен (в 18 км от острова Марайа и в 10 км от острова Шутен) расположен небольшой скалистый остров Иль-де-Фок (фр. Ile des Phoques — «остров тюленей»), на котором обитает колония австралийских морских котиков. К югу от острова Марайа находится полуостров Тасман.
Остров Марайа принадлежит к району местного самоуправления Гламорган-Спринг-Бей (англ. Glamorgan Spring Bay), центр которого находится в городе Трайабанна.

### Климат
Остров Марайа находится в зоне умеренного морского климата. Преобладают западные ветры, дующие со стороны острова Тасмания; при этом остров частично защищён от дождей Центральным плато и горами на западе Тасмании.
Осадки распределены по сезонам более или менее равномерно, хотя с некоторым увеличением в зимние месяцы (с июня по август). В Дарлингтоне среднегодовое количество осадков составляет 677 мм, причём максимум приходится на июнь, а минимум — на сентябрь.
Температурные данные доступны только для погодной станции в Орфорде, который находится на побережье Тасмании (то есть отделён проливом от острова Марайа). Средние максимальные температуры составляют 13,0° С в июле и 22,0° С в январе, а средние минимальные температуры составляют 3,5° С в июле и 11,8° С в январе, иногда бывают заморозки.

### Флора и фауна

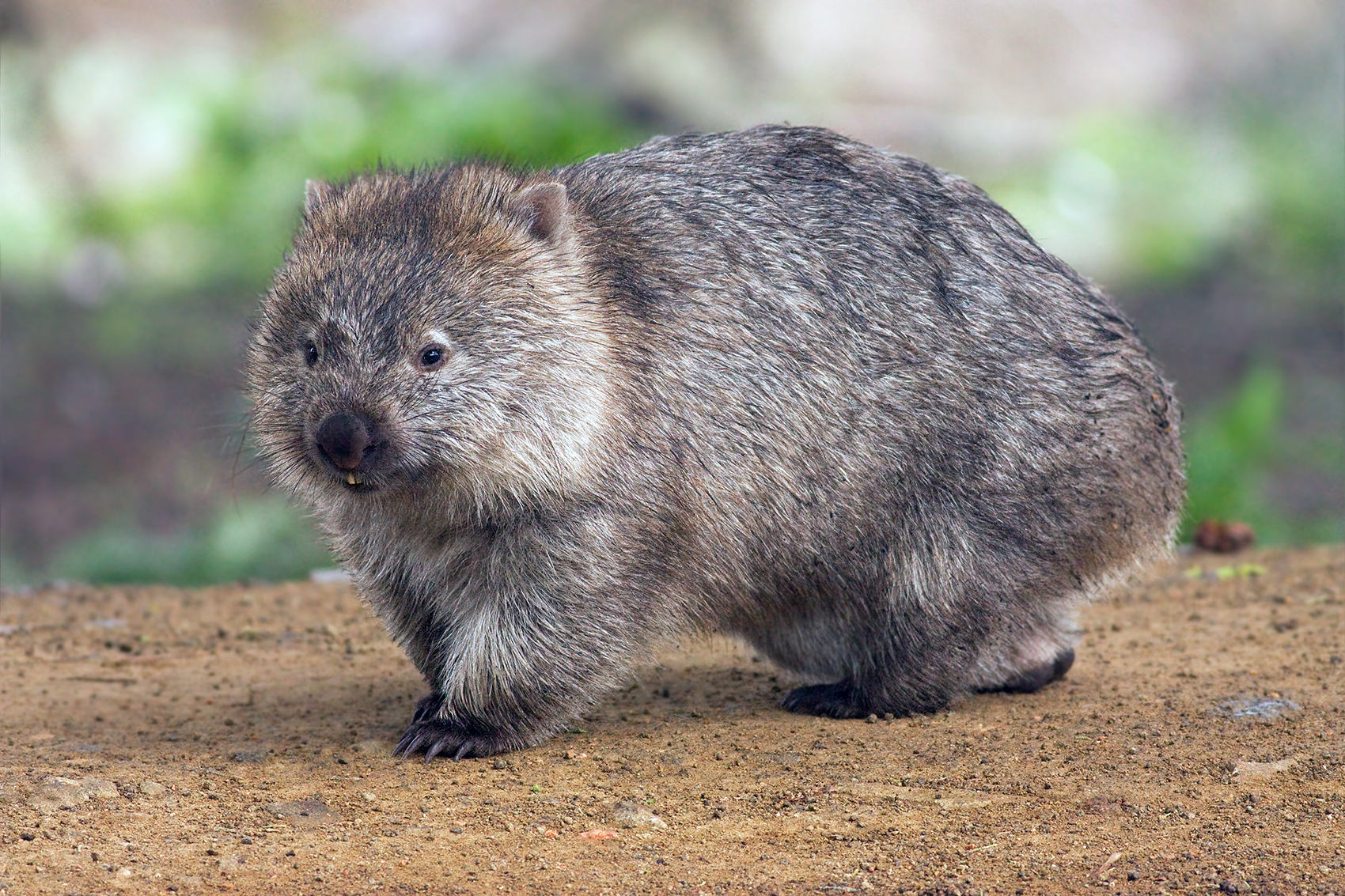
Короткошёрстный вомбат

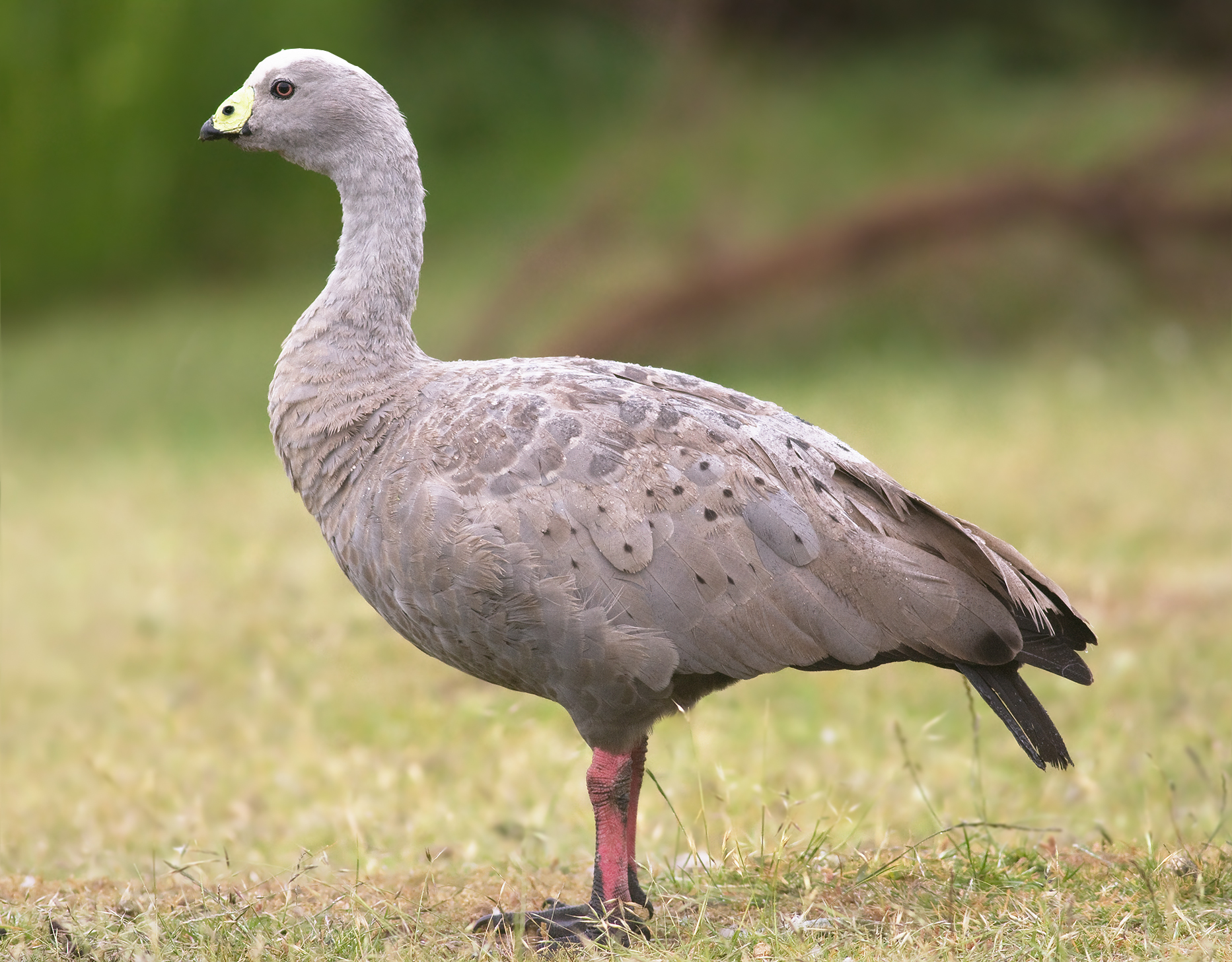
Куриный гусь на острове Марайа

Значительная часть острова Марайа покрыта эвкалиптовыми лесами, хотя существуют также и открытые пространства, частично естественные, а частично появившиеся в результате освоения острова. Среди деревьев встречаются шаровидные эвкалипты (Eucalyptus globulus), косые эвкалипты (Eucalyptus obliqua), Eucalyptus pulchella, миндалелистные эвкалипты (Eucalyptus amygdalina), яйцевидные эвкалипты (Eucalyptus ovata), коробочконосные эвкалипты (Eucalyptus urnigera), сердцевидные эвкалипты (Eucalyptus cordata), Eucalyptus delegatensis и другие. Также встречаются деревья и кустарники родов аллоказуарина, банксия, акация и смолосемянник.
Животный мир включает в себя как исконно тасманийские виды, так и завезённые с континентальной Австралии. Местные виды включают в себя короткошёрстных вомбатов и краснобрюхих филандеров. Кроме этого, здесь водятся австралийские ехидны, а также щёткохвостые и кольцехвостые поссумы. В конце 1960-х и начале 1970-х годов на остров были завезены восточные серые кенгуру, рыже-серые валлаби и куриные гуси (англ. Cape Barren geese). Также были завезены лани. Кроме этого, водятся бродячие кошки — потомки домашних кошек.
Из птиц на острове в изобилии водятся зеленоногие камышницы, зелёные розеллы, чёрные воро́ны-флейтисты (Strepera fuliginosa), тасманийские шипоклювки, огненногрудые петроики (Petroica phoenicea), желтолопастные серёжчатые медососы и некоторые другие виды медососовых. Часто встречаются также тасманийские петроики и бурые кустовки. Тасманийская радужная птица, одна из редчайших птиц Австралии и эндемик Тасмании, также встречается на острове. Из других редких птиц встречаются также ласточковые попугаи.
В начале 2005 года на остров были завезены тасманийские дьяволы из районов, не затронутых болезнью DFTD — «лицевая опухоль дьявола», которая развивалась с 1996 года и грозила полностью уничтожить популяцию тасманийских дьяволов к 2030—2040 году. Вывезенные на остров Марайа тасманийские дьяволы представляют собой «страховой запас» на случай, если на острове Тасмания не останется дикой популяции этих животных.

### Транспорт
До острова Марайа можно добраться через город Трайабанна, который находится на автомобильной дороге  Тасман-Хайвей (Tasman Highway), соединяющей столицу штата Тасмания Хобарт с восточным побережьем острова. Расстояние от Хобарта до Трайабанны составляет 84 км — примерно 1,5 часа на автомобиле. Из порта города Трайабанна к острову Марайа курсирует паром, который подходит к поселению Дарлингтон на севере острова. Согласно расписанию, паромы отходят два раза в день — в летнее время 7 дней в неделю, а в остальное время 4 дня в неделю.
Кроме этого, до острова Марайа можно добраться на самолёте. Местная чартерная авиакомпания Par Avion предлагает рейсы небольших самолётов для осмотра дикой природы Тасмании, отправляющиеся из аэродрома Кембридж (англ. Cambridge Aerodrome, ICAO: YCBG), находящегося в непосредственной близости от Хобартского аэропорта, с посадкой на острове Марайа. Взлётно-посадочная полоса длиной около 0,6 км находится у самой северной оконечности острова, на мысе Буланже, примерно в 1 км от Дарлингтона.

## Национальный парк

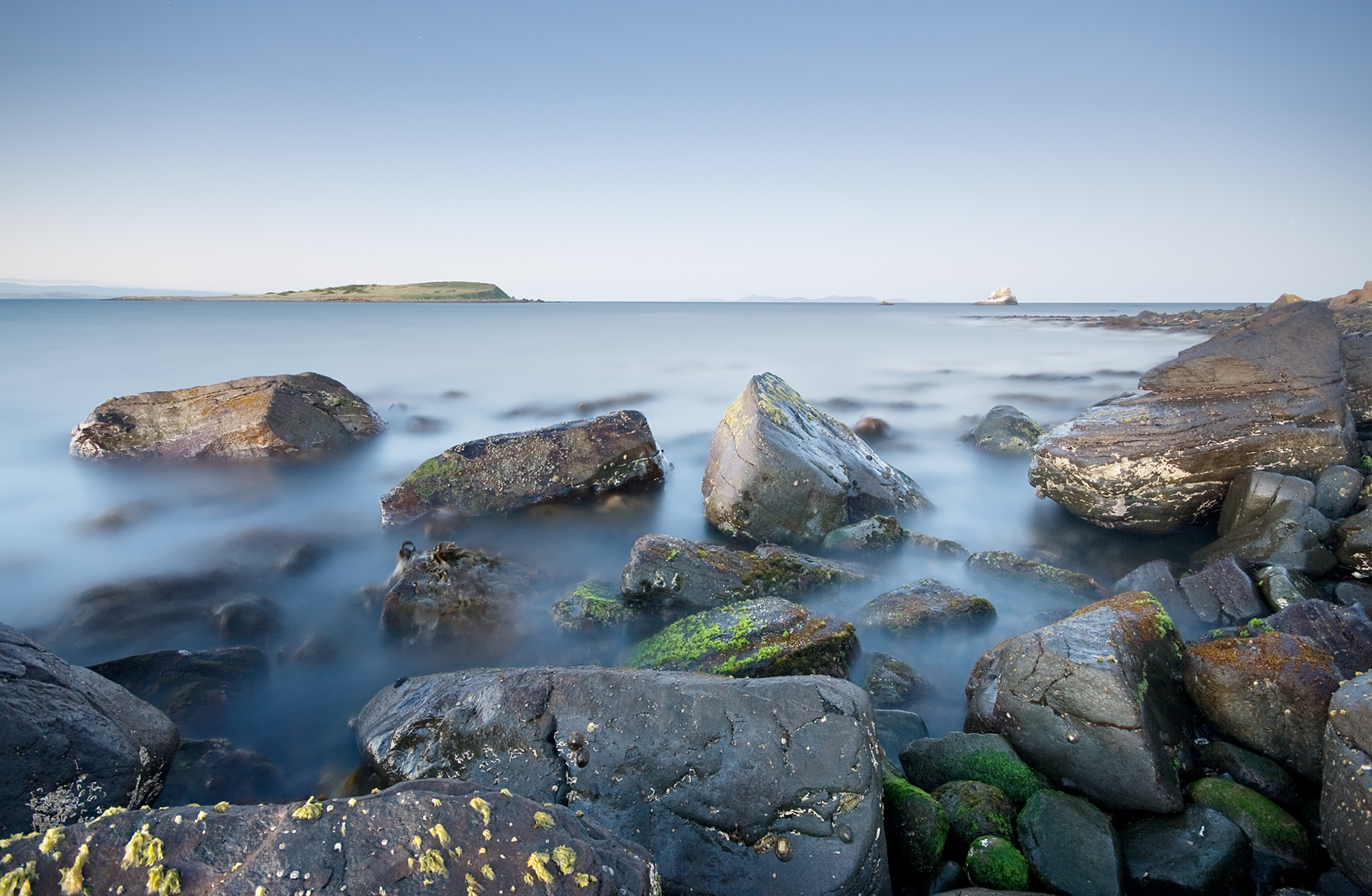
Берег острова Марайа, вдали слева — остров Иль-дю-Нор

### Цели и задачи
В 1972 году вся территория острова Марайа была объявлена национальным парком, основной целью и задачей которого является охрана природных и культурно-исторических ценностей, а также уникальных возможностей для туризма, отдыха и образования.
К природным ценностям относятся интересные геологические свойства острова — в частности, структура скал Фоссил-Клифс (англ. Fossil Cliffs — «скалы с ископаемыми моллюсками»), долеритовое строение горных вершин (гора Бишоп-энд-Клерк и другие), а также «раскрашенные скалы», представляющие собой песчаники триасового периода. Кроме этого, к природным ценностям относится богатая флора и фауна острова (включая прилегающую к нему морскую зону), в особенности эндемичные виды.
К культурно-историческим ценностям относятся постройки XIX века, связанные с использованием острова в качестве каторжного поселения, а также следы более раннего пребывания людей на острове, оставшиеся от тасманийских аборигенов и европейских мореплавателей.

### Туризм

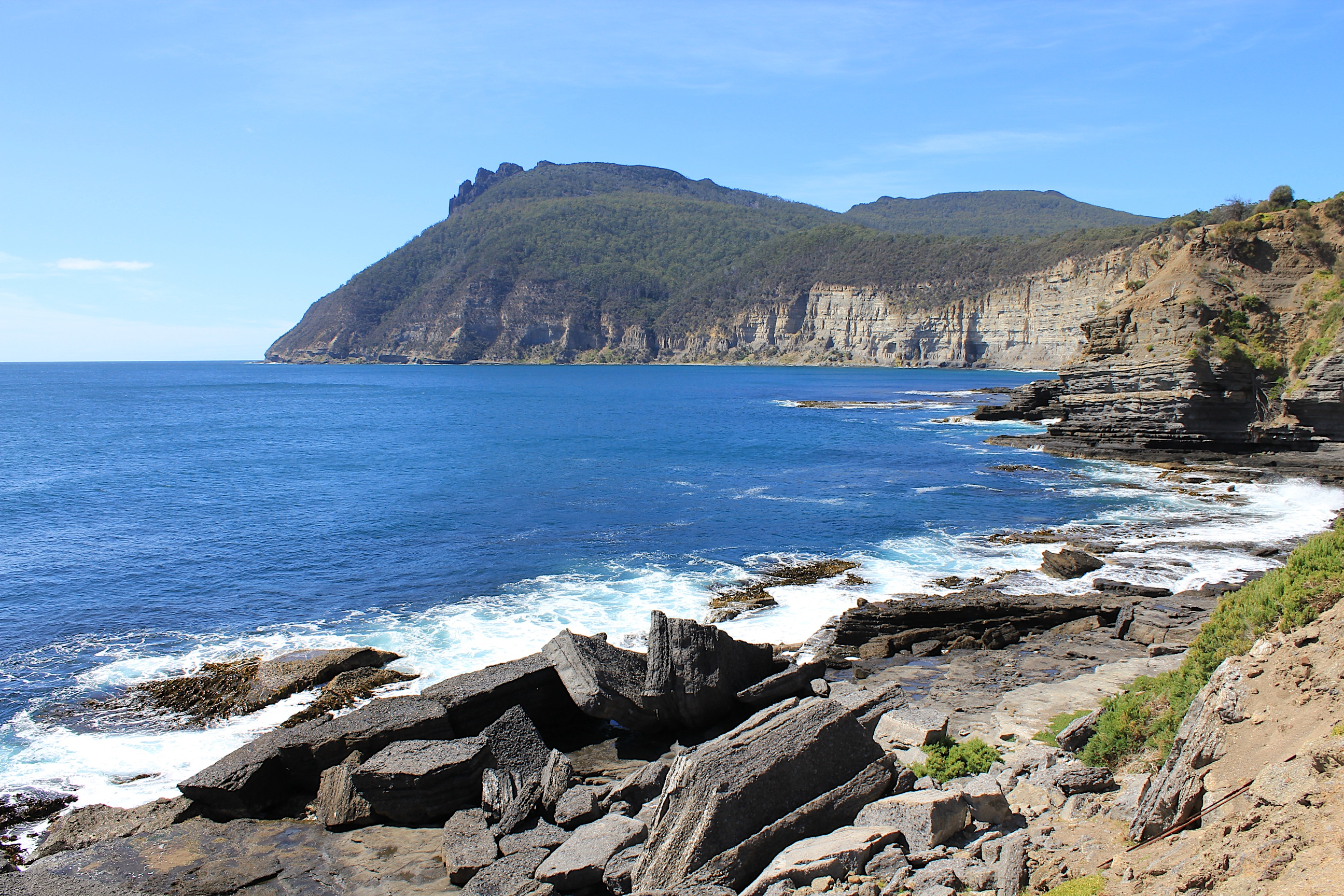
Бухта Фоссил и гора Бишоп-энд-Клерк

В районе Дарлингтона сохранился ряд исторических зданий. От первого периода каторжных поселений (1825—1832) сохранилось двухэтажное здание интендантства (Commissariat Store), построенное в 1825 году из долерита и известняка в старом георгианском стиле, а также здание тюрьмы-пенитенциария (Penitentiary). Несколько строений сохранилось также от второго периода поселений (1842—1850). От периода Бернакки (1884—1892) сохранились «кофейный дворец», «террасы Бернакки» и некоторые другие здания.
Помимо осмотра исторических построек в районе Дарлингтона, на острове Марайа есть много других туристских маршрутов. Из коротких маршрутов интересна прогулка к Фоссил-Клифс, которая занимает 1,5—2 часа. Другая прогулка примерно той же продолжительности — поход к «раскрашенным скалам» (англ. Painted Cliffs).
Интересным и живописным маршрутом является поход на гору Бишоп-энд-Клерк — 12 км в оба конца, занимает от 3 до 5 часов. Журнал Australian Traveller включил этот маршрут в число 10 лучших однодневных туристских маршрутов в Австралии.
Также популярен маршрут, ведущий на высшую точку острова — гору Марайа. Как и остальные маршруты, он тоже начинается в Дарлингтоне, занимает от 6 до 7 часов (в оба конца) и требует хорошей физической подготовки.
На острове Марайа нет автомобильного движения. По проложенным грунтовым дорогам можно путешествовать на горных велосипедах, при этом обязательно наличие шлема. По прибытии на остров требуется очистить шины велосипедов, чтобы избежать распространения фитофторы, вызывающей болезни местных растений.
На острове можно наблюдать за наземными животными и птицами, причём некоторые из них эндемичны. В морской зоне, прилегающей к острову, можно наблюдать за орланами, дельфинами, китами и морскими котиками. Есть возможности для сноркелинга и дайвинга.

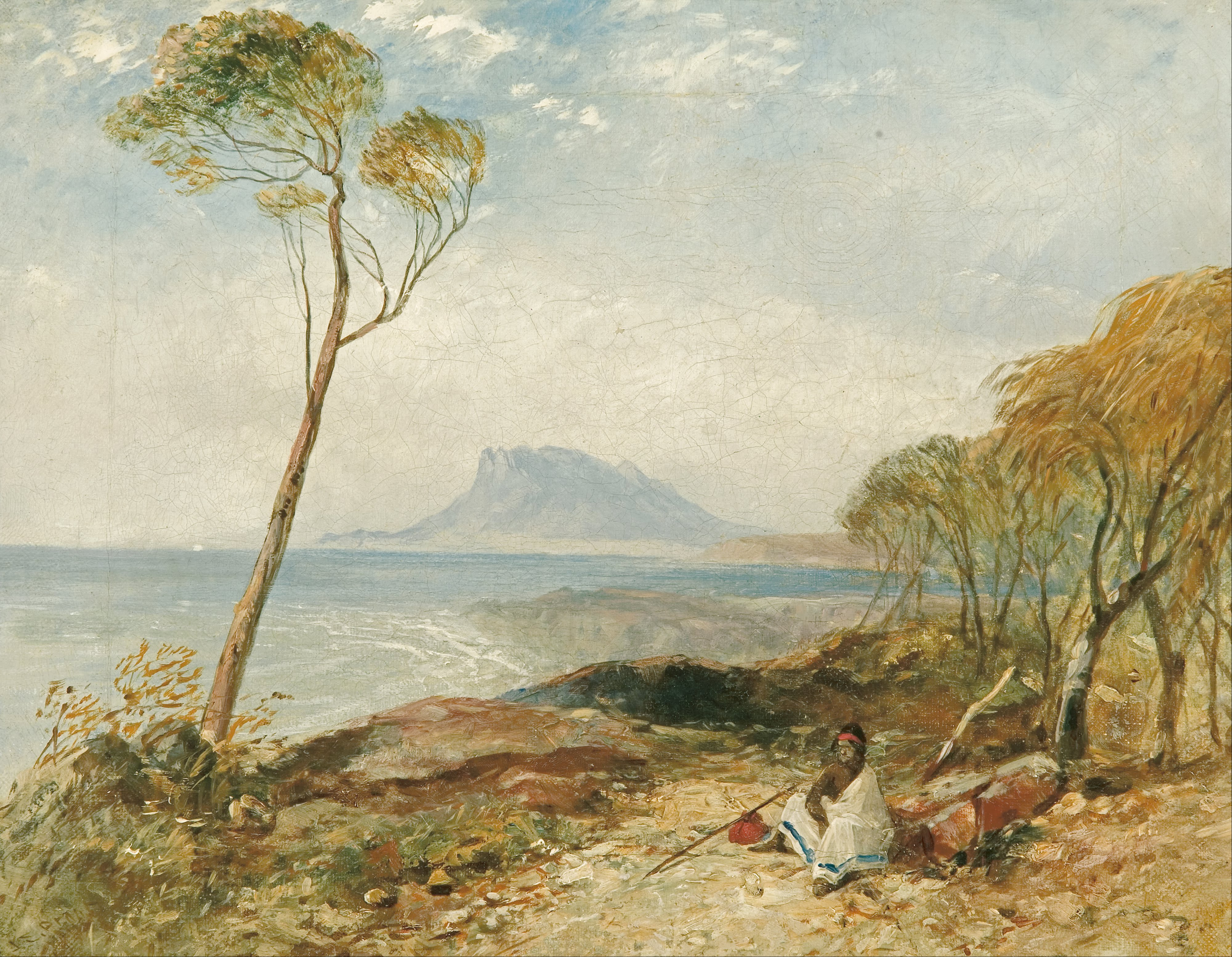
Джон Скиннер Праут, «Вид на остров Марайа от Литл-Суонпорта, Земля Ван-Димена»

## Остров Марайа в искусстве
Одну из известных картин, связанных с островом Марайа, написал австралийский художник английского происхождения Джон Скиннер Праут (John Skinner Prout, 1805—1876) — «Вид на остров Марайа от Литл-Суонпорта, Земля Ван-Димена» (англ. Maria Island from Little Swanport, Van Diemen's Land, около 1846, размер картины 29 × 35 см). Эта картина находится в Художественной галерее Южной Австралии (Art Gallery of South Australia) в Аделаиде.
Австралийский художник Том Робертс (Tom Roberts, 1856—1931) в феврале — марте 1926 года путешествовал по Тасмании и, в частности, посетил остров Марайа. Одна из картин, написанных по результатам этой поездки, — «Каменоломня, остров Марайа» (англ. The quarry, Maria Island, 1926, размер картины 61 × 50,5 см). Она является частью собрания Национальной галереи Австралии в Канберре.
Кроме этого, есть серия художественных фотографий известного австралийского фотографа Питера Домбровскиса (Peter Dombrovskis, 1945—1996) с видами острова Марайа.